# Robert Wagner (skådespelare)
Robert John Wagner, Jr., född 10 februari 1930 i Detroit i Michigan, är en amerikansk skådespelare.

## Biografi
Wagners far var en förmögen företagsledare inom stålbranschen och det var tänkt att sonen skulle följa i faderns fotspår. Istället upptäcktes han av en talangscout under collegetiden och gjorde filmdebut 1950 i Montezuma. Med sitt stiliga yttre och lediga stil blev Wagner snabbt en populär tonårsstjärna och med åren kom de mer mogna rollerna.
Wagner har också medverkat i flera populära TV-serier, bland annat It Takes a Thief (1967–1969) och Par i hjärter (1979–1984).
Åren 1957–1962 var Wagner gift med skådespelerskan Natalie Wood och 1963–1971 med skådespelerskan Marion Marshall. Han och Natalie Wood gifte om sig med varandra 1972 och var gifta fram till hennes död 1981. Sedan 1990 är Wagner gift med skådespelerskan Jill St. John.

## Filmografi i urval
- 1950 – Montezuma
- 1951 – Grodmännen
- 1952 – Med en sång i mitt hjärta
- 1953 – Titanic
- 1954 – Prins Valiant
- 1954 – Den brutna lansen
- 1955 – Den vita fjädern
- 1956 – En kyss före döden
- 1957 – Sanningen om Jesse James
- 1962 – Den längsta dagen
- 1962 – Fångarna i Altona
- 1963 – Den rosa pantern
- 1966 – Harper – En kille på hugget
- 1972 – San Francisco (TV-serie) (1 avsnitt)
- 1975–1978 – Krona eller klave (TV-serie) (71 avsnitt)
- 1976 – Slaget om Midway
- 1979–1984 – Par i hjärter (TV-serie) (111 avsnitt)
- 1983 – Rosa panterns förbannelse
- 1989 – Jorden runt på 80 dagar
- 1992 – Jewels (TV-serie)
- 1992 – Spelaren (som sig själv)
- 1993 – Dragon - historien om Bruce Lee
- 1995 – Cybill (TV-serie) (1 avsnitt)
- 1997 – Austin Powers: Hemlig internationell agent
- 1997 – Seinfeld (TV-serie) (1 avsnitt)
- 1998 – Wild Things
- 1999 – Play It to the Bone
- 1999 – Austin Powers: The Spy Who Shagged Me
- 2000 – Nancy & Frank - A Manhattan Love Story
- 2002 – Austin Powers in Goldmember
- 2003 – Brottsplats Hollywood
- 2003–2006 – Hope & Faith (TV-serie) (7 avsnitt)
- 2006 – Allas Hjälte (röstroll)
- 2006 – Boston Legal (TV-serie) (1 avsnitt)
- 2007–2008 – 2 1/2 män (TV-serie) (5 avsnitt)
- 2010–2019 – NCIS (TV-serie) (13 avsnitt)
- 2014 – The Hungover Games